# Volker Pingel
Volker Pingel (ur. 18 października 1941 w Wetzlar, zm. 10 marca 2005) był niemieckim archeologiem, profesorem uniwersytetu w Bochum.
Studia na uniwersytetach we Fryburgu Bryzgowijskim, Kilonii i Marburgu od 1961 do 1967 r. zakończył pracą doktorską na temat toczonej na kole ceramiki gładkościennej z oppidum celtyckiego w Manchingu (Die glatte Drehscheibenkeramik von Manching).
Pracował w Komisji Rzymsko-Germańskiej (RGK) Niemieckiego Instytutu Archeologicznego (DAI) i na uniwersytecie w Marburgu, gdzie w 1977 r. uzyskał habilitację na podstawie rozprawy o prehistorycznych przedmiotach ze złota znalezionych na Półwyspie Iberyjskim (Die vorgeschichtlichen Goldfunde der iberischen Halbinsel). Od 1980 r. aż do śmierci był profesorem archeologii na uniwersytecie w Bochum.